# Francesca Stuart Sindici
Pour les articles homonymes, voir Stuart et Sindici.
 (février 2024).
Francesca Stuart Sindici, née en 1858 à Madrid et morte vers 1929 à Rome, est une peintre hispano-italienne.

## Biographie

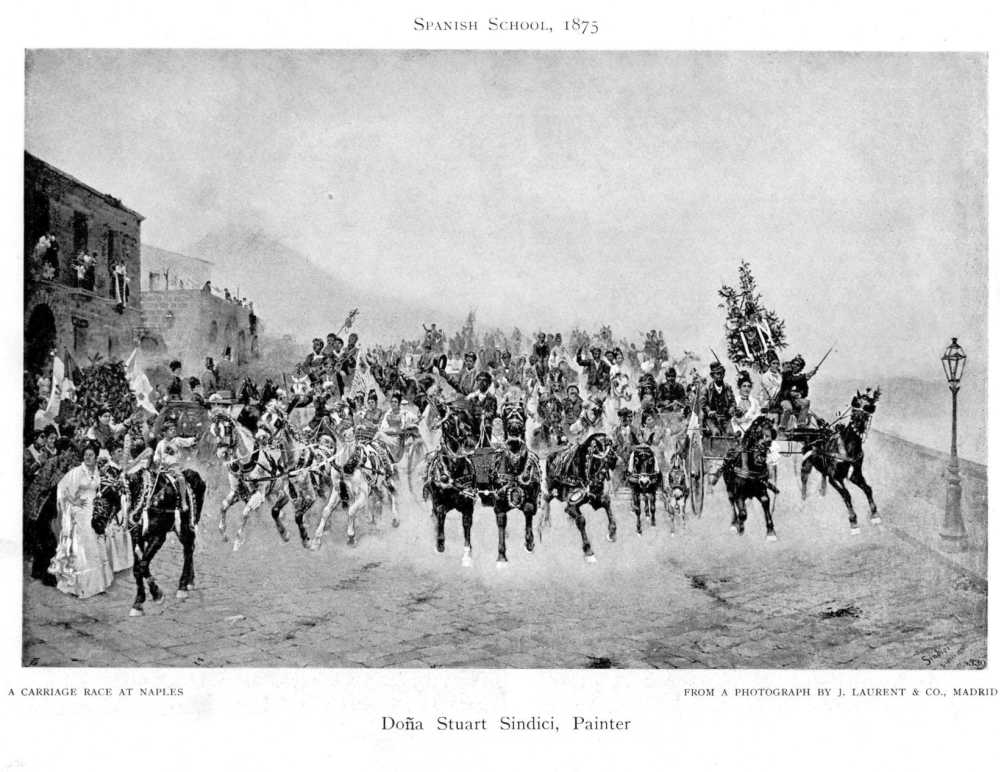
Une course de calèches à Naples

Francesca Stuart Sindici naît à Madrid en 1858. Elle est espagnole du côté de son père. Elle est la nièce de la duchesse d'Alba. 
Elle devient l'élève d'Eduardo Dalbono et Domenico Morelli à l'Académie des Beaux-Arts de Naples. Elle se distingue en tant que disciple de Jean-Louis-Ernest Meissonier. Durant sa vie, elle habite en Italie, en France et en Angleterre. Elle a acquis une grande renommée internationale. Elle épouse le poète italien Augusto Sindici. Ensemble, ils ont une fille, Magda, qui devient romancière et épouse plus tard un éditeur. 
Sindici peint des scènes de genre et des portraits. Mais elle est surtout connue pour ses peintures de chevaux, de cavalerie, de batailles et plus largement de sujets militaires, une spécialité très inhabituelle parmi les artistes femmes de son époque. Son tableau Une course en calèche à Naples est inclus dans le livre de 1905 Women Painters of the World.
Elle décède en 1929 à l'âge de 71 ans.

## Postérité
En 2020, une de ses œuvres est présentée à l'exposition du Musée du Prado "Invités : fragments sur les femmes, l'idéologie et les arts plastiques en Espagne (1833-1931)", avec Le Prince Impérial, Napoléon Eugenio Luis Bonaparte, à cheval (1880).